# آکادمی افلاطون (محله)
محلهٔ آکادمی افلاطون (به یونانی: Ακαδημία Πλάτωνος تلفظ [akaðiˈmia ˈpla.to.nos]) محله‌ای است که در ۳ کیلومتر (۲ مایل)ی غرب شمال غربی قسمت مرکز شهر آتن پایتخت یونان واقع شده‌است.

## تاریخچه
این منطقه به این دلیل آکادمی افلاطون نامگذاری شده است که افلاطون فیلسوف شهیر یونانی در سال ۳۸۷ پیش از میلاد در این منطقه آکادمی خود یعنی آکادمی افلاطون را تأسیس کرد که این آکادمی تا زمان بسته شدنش توسط امپراتور بیزانس جوستینین اول در سال ۵۲۹ میلادی به اتهام فعالیت غیر مسیحی به فعالیت خود ادامه داده بود. کاوش‌های باستانی باستانشناسی در این منطقه از سال ۱۹۲۹ آغاز و تا امروز نیز ادامه دارد.
ساخت و ساز خانه‌های مسکونی در این منطقه در اوایل قرن بیستم و با رشد شهر آتن، آغاز شده بود. در این مدت یک منطقه صنعتی نیز اینجا ایجاد شده‌است. این منطقه بیشتر در دوران پس از جنگ جهانی دوم و جنگ داخلی یونان، شهرنشینی شده‌است.